# Barbarella (popgroep)
Barbarella was een Nederlands poptrio, bekend van hun hit We cheer you up (Join the Pin-Up Club). De groep bestond uit zangeressen Angela Vermeer, Ingrid Brans en Leslie Doornik. De naam is ontleend aan de gelijknamige film. 
We cheer you up was de openingsmelodie van het soft-erotische Veronica-televisieprogramma De PinUp Club tussen 1987 en 1990. 
Niet lang na het succes van We cheer you up verscheen het debuutalbum Sucker for your love: een nummer met een paar originele tracks en verder covers en remixes. De titelsong Sucker for your love is een cover van het nummer Dracula's tango van Toto Coelo en ook is een versie van het bekende nummer Summer in the city opgenomen. Andere singles van dit album werden kleine hits in Nederland en Finland. In dat laatste land werd het album goud.
In 1991 bracht de groep in gewijzigde samenstelling het album Don't stop the dance uit, zonder veel succes. Hierna werd de band opgeheven.